# Metarossita
La metarossita és un mineral de la classe dels òxids. Rep el nom per la seva relació amb la rossita, on meta es refereix a la deshidratació natural.

## Característiques
La metarossita és un òxid de fórmula química Ca(V₂O₆)·2H₂O. Es tracta d'una espècie aprovada per l'Associació Mineralògica Internacional, i publicada per primera vegada el 1928. Cristal·litza en el sistema triclínic. La seva duresa a l'escala de Mohs es troba entre 1 i 2.
Segons la classificació de Nickel-Strunz, la metarossita pertany a «04.HD - Inovanadats» juntament amb els següents minerals: rossita, munirita, metamunirita, dickthomssenita i ansermetita.
Les mostres que van servir per a determinar l'espècie, el que es coneix com a material tipus, es troben conservades al Museu Nacional d'Història Natural, l'Smithsonian, situat a Washington DC (Estats Units), amb els números de registre: 95331a i r5707a.

## Formació i jaciments
Va ser descoberta al túnell Arrowhead, al canó de Bull Pen, dins el comtat de San Miguel (Colorado, Estats Units), on es troba associada a rossita, guix i carnotita. També ha estat descrita en altres indrets de l'estat estatunidenc de Colorado, així com dels estats d'Arizona, Nou Mèxic, Utah i Wyoming. A més dels Estats Units també ha estat trobada a la República Txeca i a Rússia.